# Numéro (magazine)
Pour les articles homonymes, voir Numéro (homonymie).
Numéro est un magazine de mode international fondé par Babeth Djian en 1999. Elle est aujourd'hui la directrice de la rédaction et Paul-Emmanuel Reiffers est président et directeur de la publication depuis 2014. Le magazine appartient au groupe de communication Mazarine et est décliné en plusieurs éditions internationales.

## Histoire

### Numéro Magazine
Le magazine est fondé en 1999 par Babeth Djian,,, ancienne directrice de mode du magazine Jill, « fatiguée de lire des magazines qui lui expliquaient comment séduire un homme… Je voulais créer un magazine pour une femme intelligente, chic, qui s'intéresse à l'art, au design, à la musique, et non pas au dernier produit antirides. » En juillet 2014, Paul-Emmanuel Reiffers, fondateur de Mazarine, rachète Numéro et les éditions internationales,. Le magazine compte des éditions internationales : Tokyo en avril 2007, Chine en septembre 2010, Thaïlande en décembre 2012, Russia en mars 2013, Berlin en 2016, Netherlands en 2019, Brasil en 2023 et Switzerland en 2024. Des photographes tels que Karl Lagerfeld, Peter Lindbergh, Jean-Baptiste Mondino, Mario Sorrenti, Guido Mocafico,,,,,, ont contribué au magazine Numéro.

### Numéro Homme
Lancé en 2001, Numéro Homme est un magazine masculin international et semestriel, dont Babeth Djian a confié la rédaction en chef à Philip Utzen 2013. Ils collaborent ensemble depuis plus de vingt ans.

### Numéro art
Lancé en 2017, Numéro art est un magazine international semestriel et bilingue consacré à l'art contemporain et la culture. Le rédacteur en chef est Thibaut Wychowanok, également rédacteur en chef adjoint de Numéro.

### Engagements
Depuis 2006, Babeth Djian et Numéro organisent un diner de charité à Paris,, en faveur des enfants du Rwanda,, avec l'association AEM (Un Avenir pour les Enfants du Monde). L’association agit dans les domaines de l’éducation, de la nutrition, de la santé et du développement,.

## Expositions
Numéro et le groupe Mazarine ont organisé des expositions photographiques au Studio des Acacias.
Liste partielle des expositions :
- "Sølve Sundsbø" pour Numéro en 2017[22]
- "Mondino Numéro 20 ans" en 2019[23],[24],[25]

## Ouvrage
- Babeth, un ouvrage dédié au travail de Babeth Djian a été publié en 2008 par Karl Lagerfled, aux éditions 7L.
- Édité en 2016 par Steidl, Numéro Couture by Karl Lagerfeld and Babeth Djian retrace 15 années de collaboration entre le designer et le magazine, à travers des clichés de haute couture publiés par Numéro[26].